# Церария
Церария (лат. Ceraria) — род растений семейства Дидиереевые (Didiereaceae).

## Название
Родовое латинское (научное) название Ceraria может происходить как от греческого слова keras — «рог», так и от латинского cera — «воск». Из-за этой двусмысленности происхождения название остается неясным.

## Ботаническое описание
Представители рода характеризуются как кустарники, так и небольшие деревья с толстыми восковыми ветвями, при этом растения обладают ядовитыми свойствами. Листья у них бывают парные или пучковые, мелкие, немногочисленные, сочные, с плоской или теревидной формой.
Соцветия представлены цимозными пучками или пазушными кистями. Цветки у рода могут быть однополыми, редко обоеполыми. Чашелистики короткие, стойкие, их два. Лепестки, в числе пяти, свободные, превышают чашелистики в длину. Тычинок пять, при женских цветках часто с оторванными пыльниками. Завязь трехугольная, слегка уплощенная; семязачаток одиночный, прикорневой, в мужских цветках рудиментарный; стиль короткий или отсутствует; стигма дву- или трехлопастная. Плод представляет собой орешек, сначала однокрылый, сжатый и асимметричный, пленчатый, тесно заключенный в основании нарастающего венчика; позднее он приобретает мясистую структуру и становится бескрылым.

## Таксономия
Ceraria H.Pearson & Stephens, первое упоминание в Ann. S. African Mus. 9: 32 (1912).

### Виды
Согласно данным сайта WFO Plantlist на июнь 2023 года, род состоит из 7 видов:
- Ceraria carrissoana Exell & Mendonça
- Ceraria fruticulosa H.Pearson & Stephens — Церария кустарничковая, суккулентный, листопадный кустарник с толстым корнем. Стебли красно-бурые, со временем с отслаивающейся корой. Листья плоские, круглые, сочные. Цветки мелкие, розовые, собраны в конечные соцветия[1].
- Ceraria kaokoensis Swanepoel
- Ceraria kuneneana Swanepoel
- Ceraria longipedunculata Merxm. & Podlech
- Ceraria namaquensis (Sond.) H.Pearson & Stephens typus[5]
- Ceraria pygmaea (Pillans) G.D.Rowley (син. Portulacaria pygmaea)

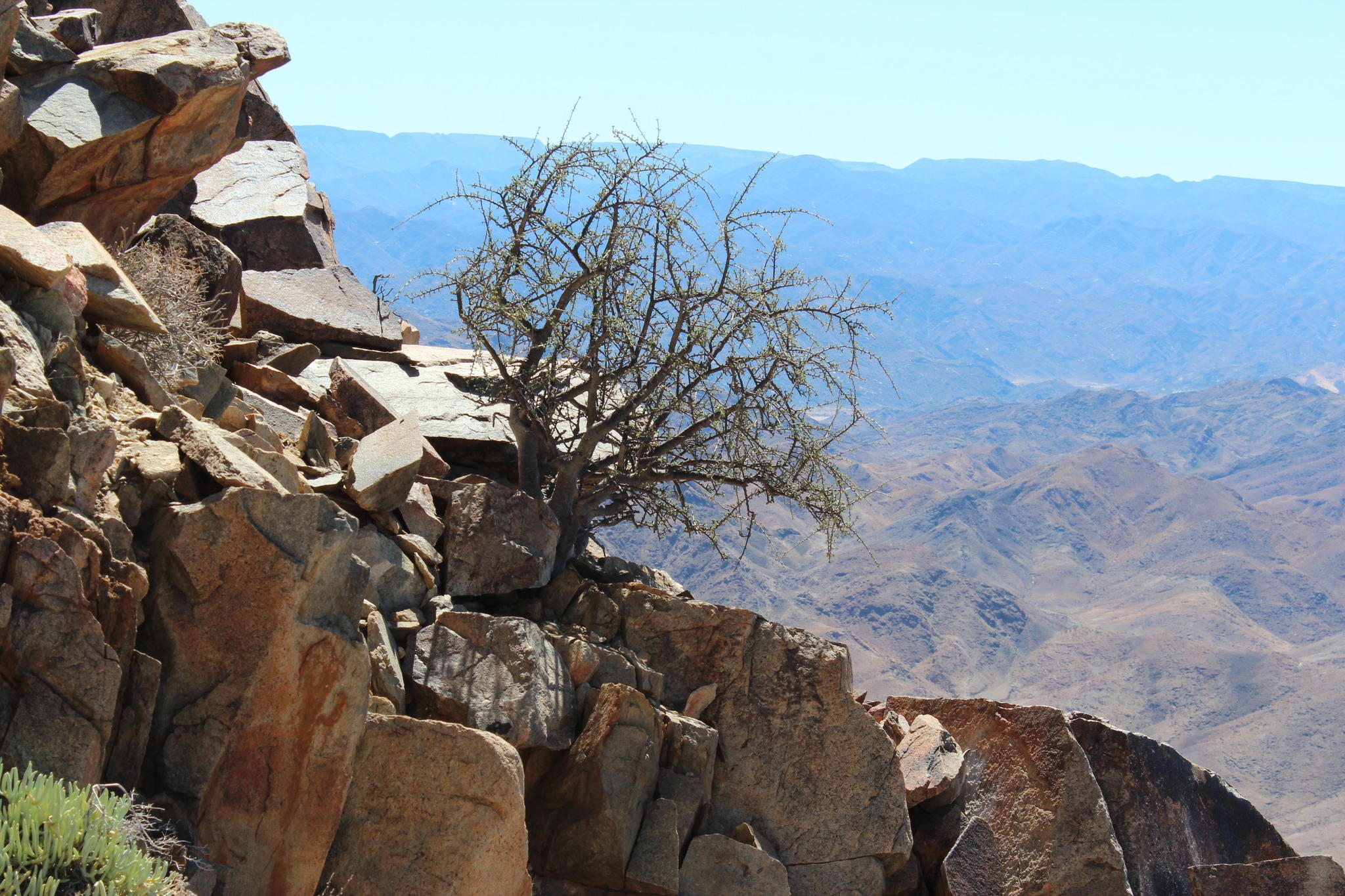
Ceraria fruticulosa
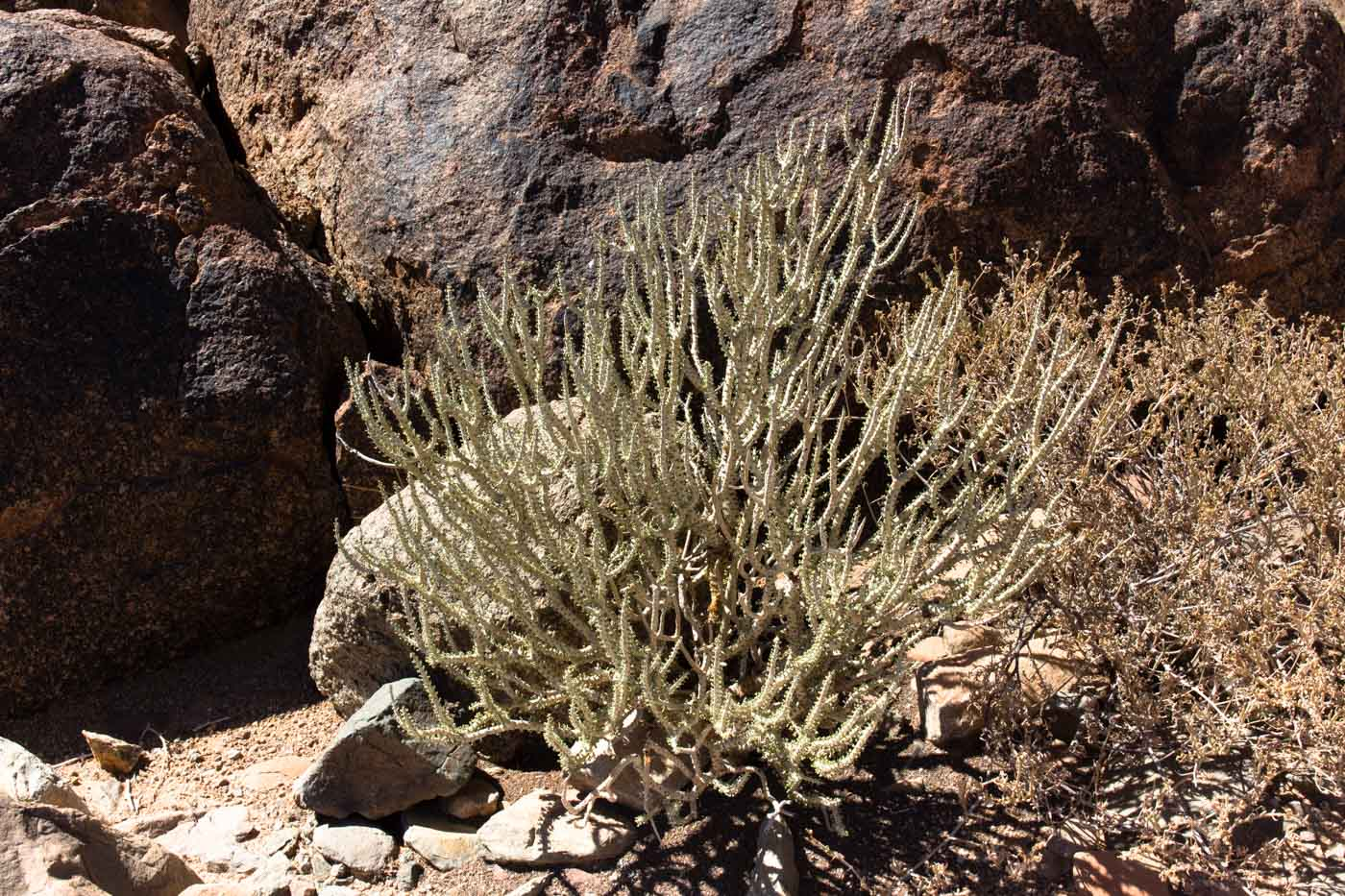
Ceraria namaquensis
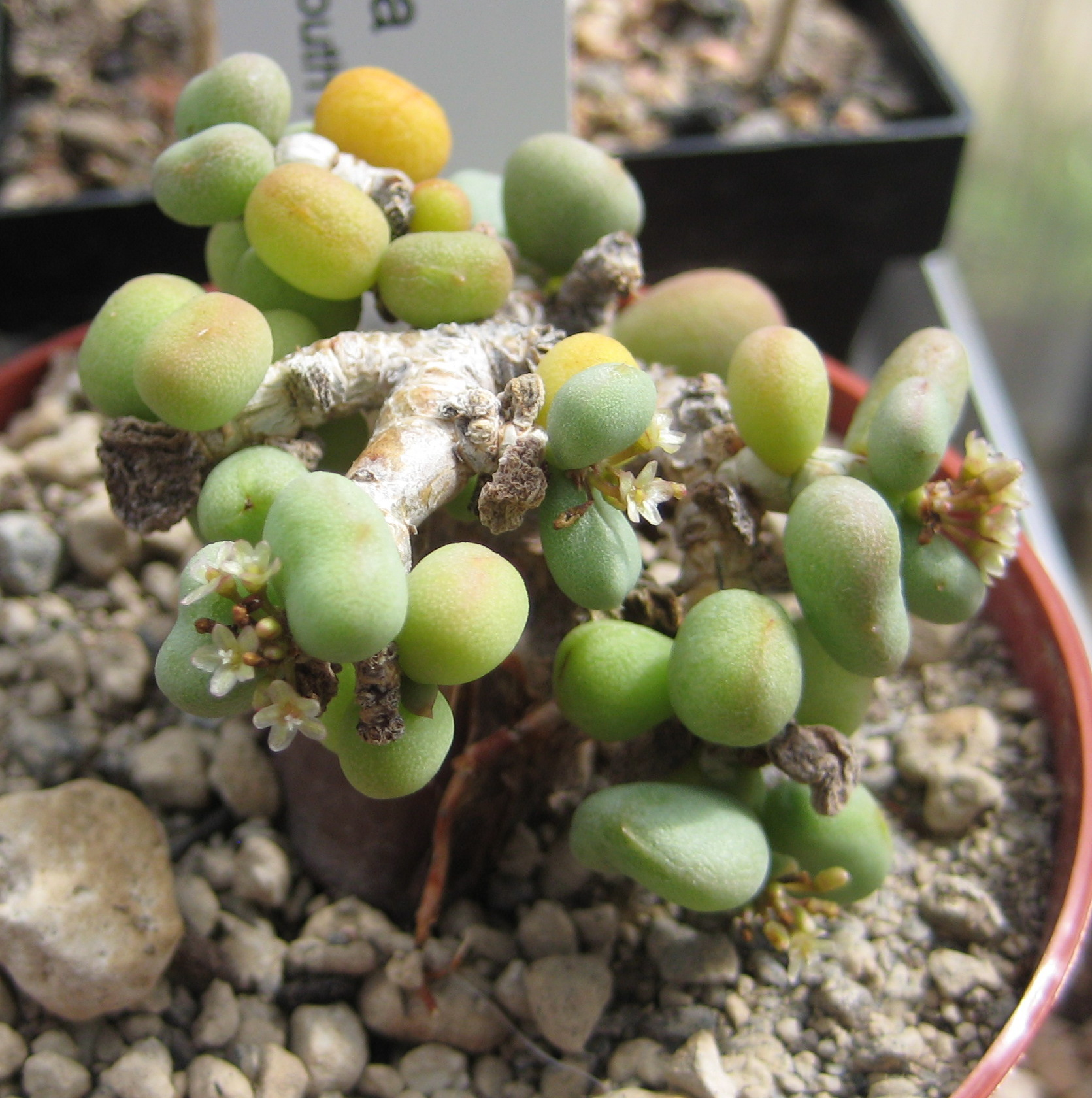
Ceraria pygmaea